# Ромеро, Карлос (испанский футболист)
Ка́рлос Роме́ро Серра́но (исп. Carlos Romero Serrano; род. 29 октября 2001, Торренте) — испанский футболист, защитник клуба «Эспаньол».

## Клубная карьера
Ромеро — воспитанник клуба «Торре Леванте» и «Вильярреал». 29 августа 2022 году в поединке против «Гранады» игрок дебютировал за дублирующий состав последних в Сегунде. 17 сентября в 2023 года в матче против «Альмерии» он дебютировал в Ла Лиге. Летом 2024 года Ромеро на правах аренды перешёл в «Эспаньол». В матче против «Вальядолида» он дебютировал за новую команду. 31 августа в поединке против «Райо Вальекано» Карлос забил свой первый гол за «Эспаньол».